# Hermann I. von Gleiberg

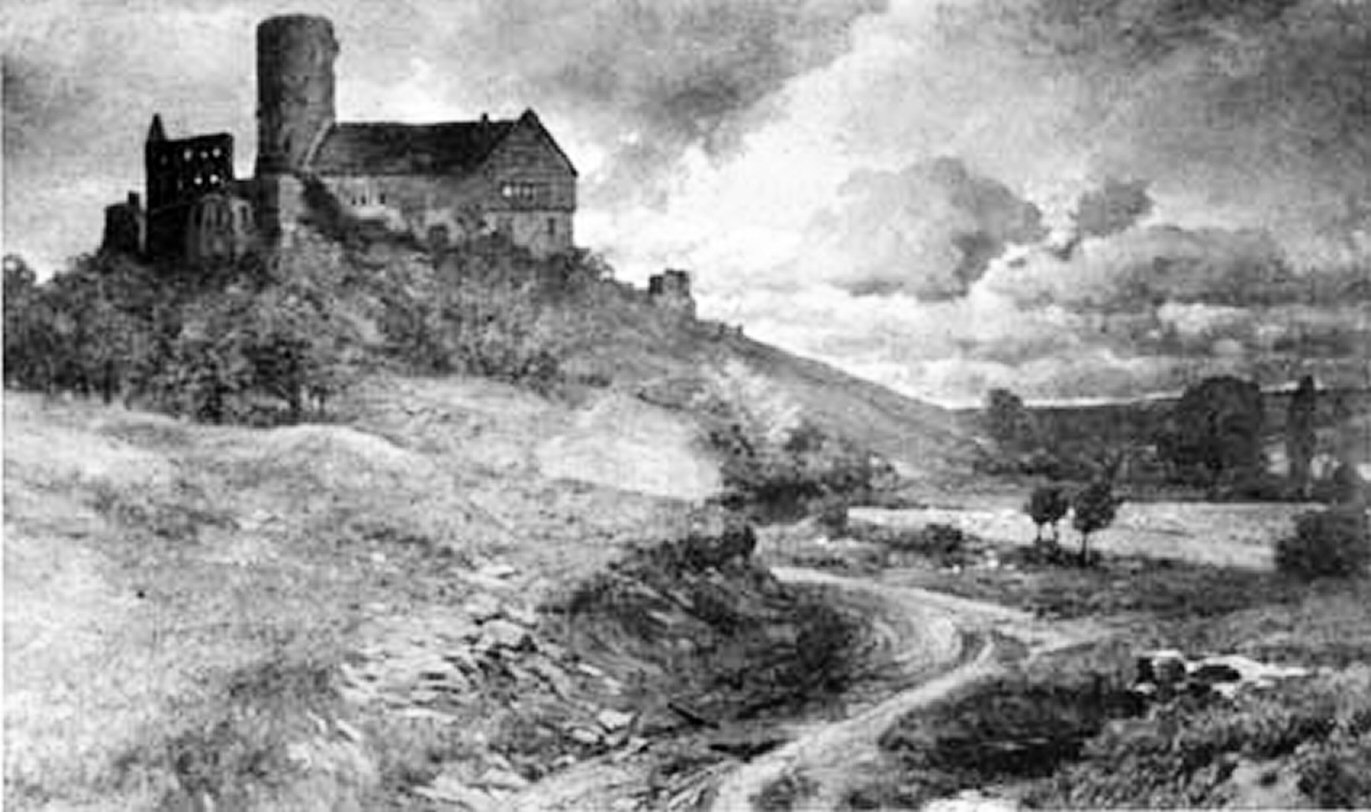
Burg Gleiberg im Jahre 1892
Ölgemälde von F. v. Wille

Hermann I. von Gleiberg (* um 1015; † zwischen 1068 und 1076) war Graf von Gleiberg, 1064 Vogt von Kornelimünster, 1068 Untergraf im Auelgau und besaß Rechte in der Vogtei Bendorf.

## Leben und Wirken
Hermann war einer der jüngeren der sechs bekannten Söhne des Grafen Friedrich vom Moselgau und dessen Frau Irmtrud (oder Irmintrud) von der Wetterau, Tochter des Grafen Heribert von der Wetterau aus der Familie der Konradiner und Erbin der Grafschaft Gleiberg. Hermanns Geburts- und Todesdaten sind ungewiss; er dürfte wohl erst um 1015 geboren sein, und er starb wohl um 1062, möglicherweise aber auch erst 1076.
Hermann stritt um sein mütterliches Erbe Gleiberg, rebellierte zeitweise gegen König Heinrich IV., wurde 1057 gefangengesetzt, unterwarf sich dann bald, und war danach ein treuer Gefolgsmann Heinrichs IV.
Hermann ist als Besitzer und Bewohner der Burg Gleiberg beurkundet und war der Stammvater der Gleiberger Grafenlinie. Seine Gemahlin ist nicht mehr bekannt, möglicherweise stammte sie aber aus der älteren Linie der Grafen von Hochstaden. Sein Sohn Hermann II. von Gleiberg beerbte ihn. Ein weiterer Sohn war vielleicht Heinrich II. von Laach, der der erste Pfalzgraf bei Rhein war und die Abtei Laach gründete.

## Nachkommen
Hermann hatte gesichert einen Sohn:
- Hermann II. (* um 1050; † zwischen 1095 und 1104), 1064/1076–1104 Graf von Gleiberg

Als weitere Kinder Hermanns werden in der Literatur gezählt:
- Heinrich II. (* um 1050; † 12. April 1095), 1058 bezeugt, 1085 Pfalzgraf von Lothringen, 1093 Stifter des Klosters Laach
- Poppo (Burchard) († 1103), 1090 Bischof von Metz
- Friedrich
- Dietrich († 1075), 1059 bezeugt, Graf, Vogt, wohl von Sankt Maximin in Trier